# Кулламяэ, Герт
Герт Кулламяэ (эст. Gert Kullamäe; род. 3 июня 1971, Таллин, Эстонская ССР) — советский и эстонский баскетболист, а впоследствии баскетбольный тренер. Как игрок — чемпион СССР и Литвы, Бельгии и Нидерландов, семикратный чемпион Эстонии, обладатель Кубка Эстонии и Суперкубка Бельгии, двукратный лучший баскетболист Эстонии (1999, 2006). Как тренер — двукратный чемпион и пятикратный обладатель Кубка Эстонии, призёр Балтийской лиги. Кавалер ордена Белой звезды V класса.

## Биография
Герт Кулламяэ рано начал заниматься спортивными играми с мячом. Игре в баскетбол его учили отец, Калле, тоже баскетболист, и Юло Куриг. Затем он занимался в детско-юношеской спортивной школе Октябрьского района Таллина под руководством Аугуста Сока. В 1987 году в составе юношеской сборной СССР Кулламяэ стал бронзовым призёром чемпионата Европы в возрасте до 16 лет.
Окончив в 1989 году таллинскую среднюю школу № 54, Кулламяэ поступил в Таллинский технический университет, где занимался до 1991 года. В этом году он завоевал с клубом «Калев» звание чемпиона СССР, а также начал выступления за национальную сборную Эстонии. С этой командой в 1993 году Кулламяэ занял 6-е место на чемпионате Европы. С «Калевом» он пять раз за семь лет (с 1992 по 1998 годы) становился чемпионом Эстонии и три раза обладателем Кубка Эстонии, а в промежутке, в сезоне 1993/1994, также завоевал титул чемпиона Литвы в составе клуба «Жальгирис». В 1999 году по результатам опроса спортивных журналистов был признан лучшим баскетболистом года в Эстонии, опередив своего одноклубника из «Калева» Айвара Куусмаа.
В начале XXI века Кулламяэ выступал в зарубежных чемпионатах. С «Остенде» в сезоне 2000/2001 он выиграл чемпионат Бельгии и Суперкубок Бельгии, за два сезона с «Бамбергом» дважды завоёвывал серебряные медали первенства Германии, а в 2006 году стал с «Ден Босх ЭйфелТауэрс» чемпионом Нидерландов. В 2006 году был вторично признан лучшим баскетболистом года в Эстонии. Последние три года игровой карьеры провёл на родине, выступая за клуб «Тарту Юликоол/Рок», в 2007 и 2008 годах снова став чемпионом Эстонии, а также побывав с тартуским клубом в полуфинале Кубка вызова ФИБА 2007/2008 и заняв третье место в Балтийской лиге 2009 года.
По окончании сезона 2008/2009 Кулламяэ занял пост помощника главного тренера «Тарту», а в середине сезона 2011/2012 стал главным тренером этого клуба. Сотрудничество с «Тарту» продолжалось до конца сезона 2016/2017. За это время Кулламяэ стал с клубом чемпионом Эстонии в 2009/2010 (как помощник тренера) и 2014/2015 (как главный тренер), ещё пять раз завоевав серебряные медали и один раз (в сезоне 2016/2017) бронзовые. Пять раз он становился с «Тарту» обладателем Кубка Эстонии, а в Балтийской лиге привёл клуб к серебряным медалям в 2016 году и к бронзовым — в 2014 и 2017 годах. Одновременно в 2010—2011 годах он занимал пост помощника главного тренера сборной Эстонии и с 2009 по 2012 год входил в правление Эстонской баскетбольной ассоциации. По окончании работы в Тарту Кулламяэ в 2018 году возглавлял клуб «ТУ/Калев», а в 2019 году стал главным тренером команды Таллинского технического университета.

## Награды и звания
Игрок
- Бронзовый призёр чемпионата Европы в возрасте до 16 лет (1987)
- Чемпион СССР (1991)
- 7-кратный чемпион Эстонии (1992, 1993, 1995, 1996, 1998, 2007, 2008)[4]
- 3-кратный обладатель Кубка Эстонии (1992, 1993, 1996)[4]
- Чемпион Литвы (1994)
- Чемпион Бельгии (2001)
- Обладатель Суперкубка Бельгии (2000)[4]
- Чемпион Нидерландов (2006)
- Бронзовый призёр Балтийской лиги (2009)
- Лучший баскетболист Эстонии (1999, 2006)
- Орден Белой звезды V класса (2010)[4]

Тренер
- 2-кратный чемпион Эстонии (2010, 2015)
- 5-кратный обладатель Кубка Эстонии (2019—2011, 2013, 2014)[4]
- Серебряный (2016) и бронзовый (2014, 2017) призёр Балтийской лиги